# Alpenovereenkomst

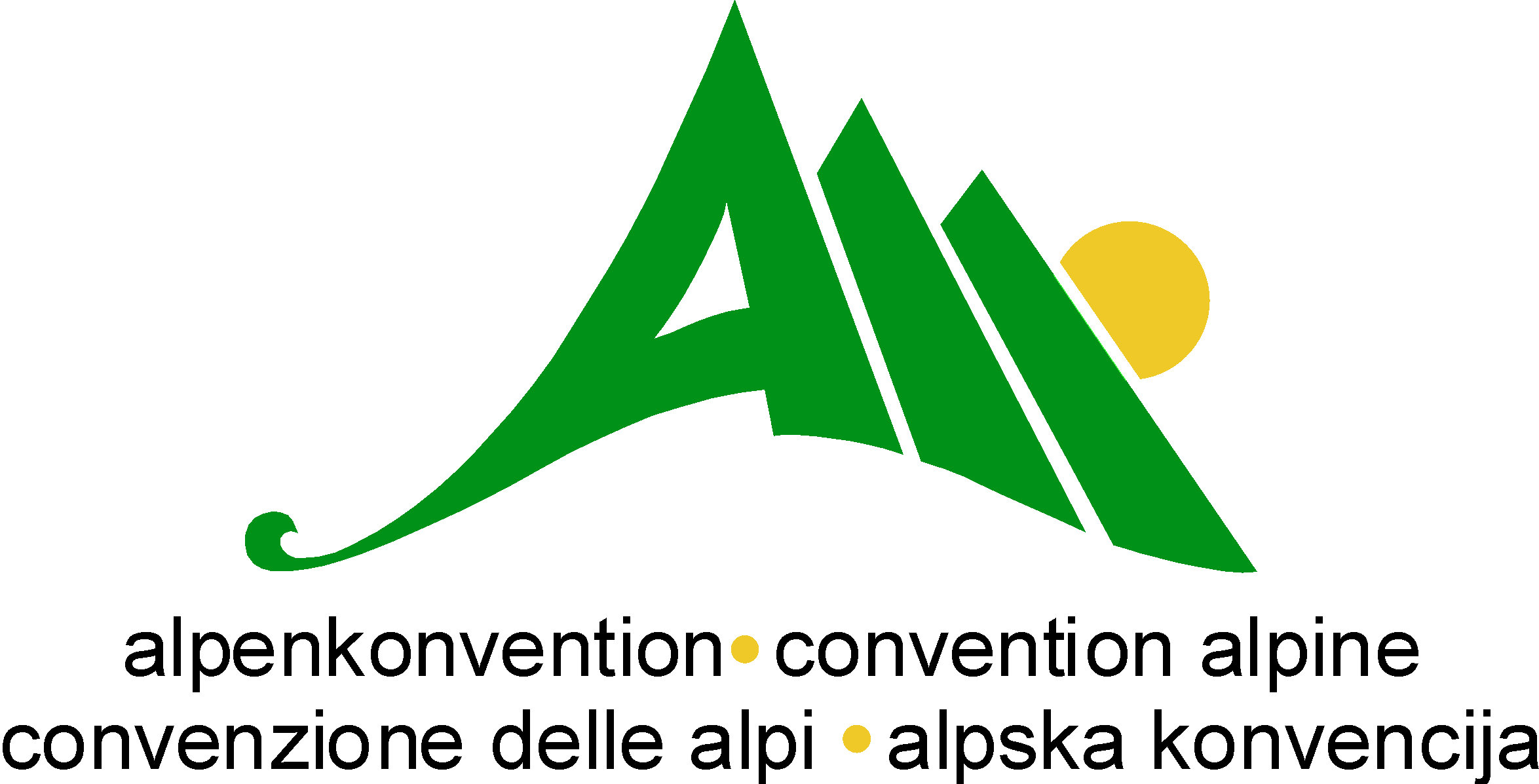

De Alpenovereenkomst of Alpenconventie is een internationaal verdrag dat bedoeld is om de duurzame ontwikkeling van de Alpen garanderen. Het was een initiatief van de Europese Unie en de acht landen in de regio (Duitsland, Frankrijk, Italië, Liechtenstein, Monaco, Oostenrijk, Slovenië en Zwitserland). Het verdrag is voor ondertekening opengesteld in 1991 en trad in werking in 1995. Doelstellingen bestaan uit bescherming van het milieu, het behoud van culturele tradities, evenals uitgebreide ontwikkeling. De doelstellingen worden gehaald aan de hand van specifieke protocollen, die rekening houden met de regionale samenwerking over de landsgrenzen heen.